# Zija Këlliçi
Zija Këlliçi (ur. 1919 w Tiranie, zm. 1982 tamże) – albański profesor nauk technicznych, specjalność budownictwo lądowe, pierwszy rektor Uniwersytetu Tirańskiego.

## Życiorys
Po ukończeniu szkoły w Tiranie w 1939 rozpoczął studia na Politechnice w Turynie. Według Hamzy Kazaziego w tym czasie należał do Albańskiej Partii Faszystowskiej. Studia przerwał w 1942, po czym powrócił do kraju i przyłączył się do ruchu oporu. Po zakończeniu wojny w 1945 wyjechał na studia do Moskwy. Studia ukończył w 1950. Po powrocie do Albanii pracował w Kombinacie Tekstylnym w Yzberishu, a następnie krótko pełnił funkcję wiceministra budownictwa. W 1952 stanął na czele Wyższego Instytutu Politechnicznego w Tiranie, by po utworzeniu w 1957 pierwszego uniwersytetu w Albanii objąć funkcję rektora tej uczelni. W 1961, po zerwaniu Albanii z ZSRR Këlliçi, jako absolwent uczelni moskiewskiej przestał być rektorem i został zastąpiony przez Kahremana Ylliego. Objął wtedy stanowisko kierownika katedry materiałoznawstwa UT. W 1966 napisał podręcznik z zakresu materiałoznawstwa dla studentów.
W latach 1950–1970 zasiadał jako deputowany w Zgromadzeniu Ludowym. Był członkiem Akademii Nauk Albanii. Jego imię nosi jedna z ulic w Tiranie (dzielnica Xhamlliku).

## Publikacje
- 1966: Leksione të rezistencës së materialeve